# Freoexocentrus mirei
Freoexocentrus mirei är en skalbaggsart som beskrevs av Stefan von Breuning 1977. Freoexocentrus mirei ingår i släktet Freoexocentrus och familjen långhorningar. Inga underarter finns listade i Catalogue of Life.